# St. Veit (Český Krumlov)

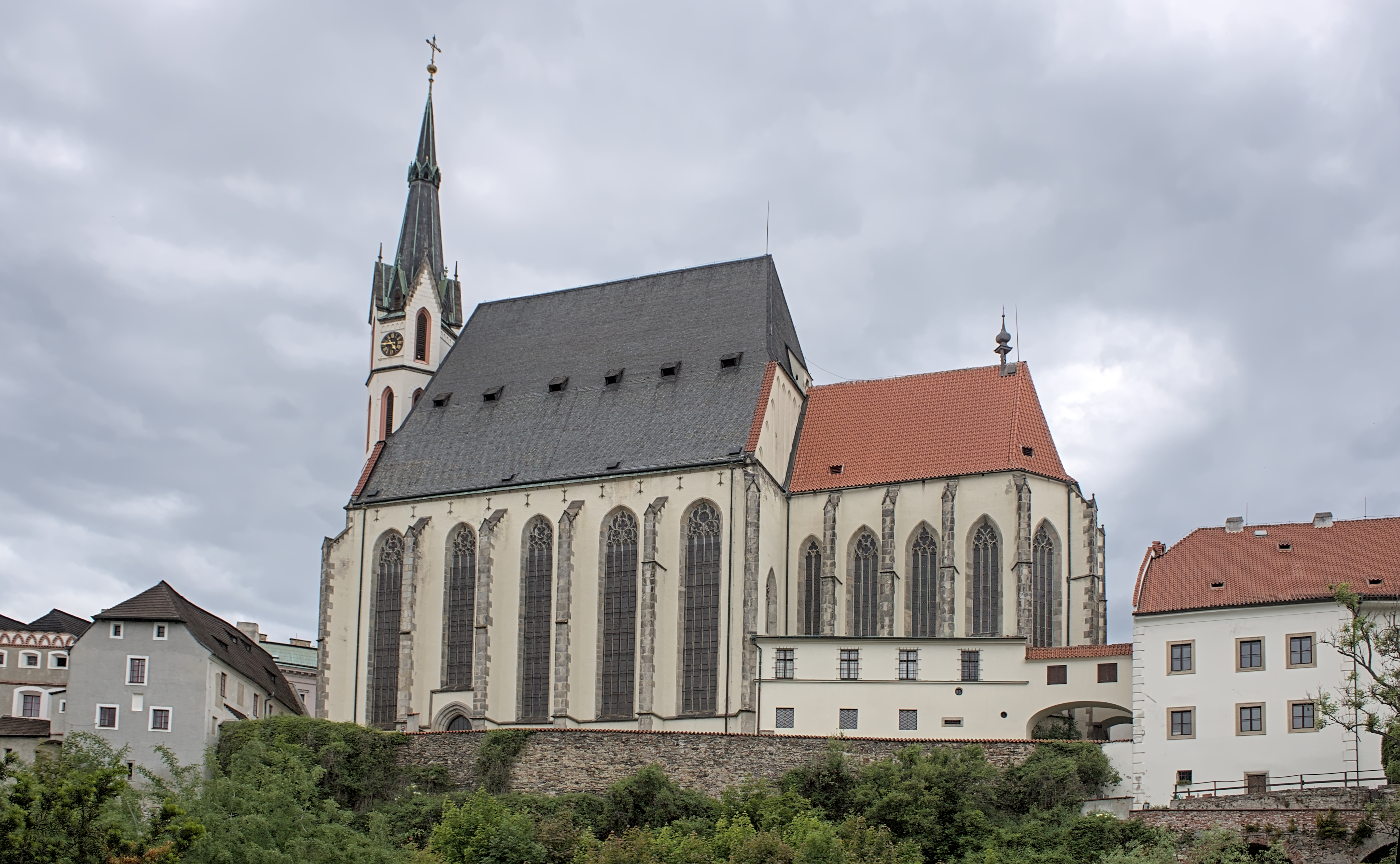
St. Veit

Die Pfarrkirche St. Veit (kostel svatého Víta) in Český Krumlov wurde im 14. Jahrhundert im gotischen Stil erbaut und ist nach dem Schloss Krumau das auffälligste Gebäude der Stadt. Die dem heiligen Veit geweihte Kirche steht seit 3. Mai 1958 unter Denkmalschutz und wird seit 15. November 1995 als Nationales Kulturdenkmal Tschechiens geführt.

## Lage
Die Kirche liegt am Höhenrücken der Halbinsel, die durch eine Schleife der Moldau gebildet wird. Das Schloss Krumau liegt 300 Meter weiter nördlich auf der anderen Seite der Moldau. Schloss und Kirche symbolisieren die weltliche und geistliche Macht im historischen Krumau. In der Nachbarschaft der Kirche befinden sich das Kaplanhaus, die Prälatur, die alte Pfarrschule und die ehemalige Hieronymus-Kapelle, in der von 1379 bis 1602 die deutschsprachigen Gottesdienste abgehalten wurden.

## Geschichte
Die Geschichte der Kirche ist untrennbar mit den Herrschaften von Rosenberg und Schwarzenberg verbunden. Nachdem Heinrich I. von Rosenberg 1302 seinen Sitz von Burg Rožmberk nach Burg Krumau verlegt hatte, gründete sein Sohn Peter I. von Rosenberg kurz vor 1317 die Pfarre Krumau, die im Jahre 1329 erstmals schriftlich erwähnt wurde. Da die alte, 1309 erbaute Kirche für die wachsende Bevölkerung der Rosenbergischen Residenzstadt zu klein wurde, begann Peter I. mit dem Bau eines größeren Gotteshauses. Der Krumauer Pfarrer Hostislav z Bílska schloss 1407 mit Baumeister Jan Staněk einen ausführlichen, erhaltenen Vertrag zum Weiterbau der Kirche. Als Vorbild für das Kirchenschiff diente dabei die St.-Ägidius-Kirche in Milevsko, während das Netzgewölbe nach dem Muster des Veitsdoms in Prag ausgeführt werden sollte. Jan Staněk errichtete 1407–1410 das Presbyterium. Das Kirchengebäude selbst wurde erst nach den Hussitenkriegen vom deutschen Baumeister Linhart von Aldenberg (böhmisch Linhart z Aldenberku) fertiggestellt und 1439 neu eingeweiht.
Der Chor wurde knapp vor 1500 von Hans Getzinger aus Haslach an der Mühl errichtet. Nach der Übernahme Krumaus durch die Schwarzenberger wurde die Kirche 1725–1726 barockisiert. Der anliegende Friedhof wurde 1885 endgültig entfernt.
Ab 1939 bzw. ab einem Alter von nur zehn Jahren begleitete Petr Eben bereits die Messen in der St.-Veit-Kirche auf der Orgel.

## Gebäude

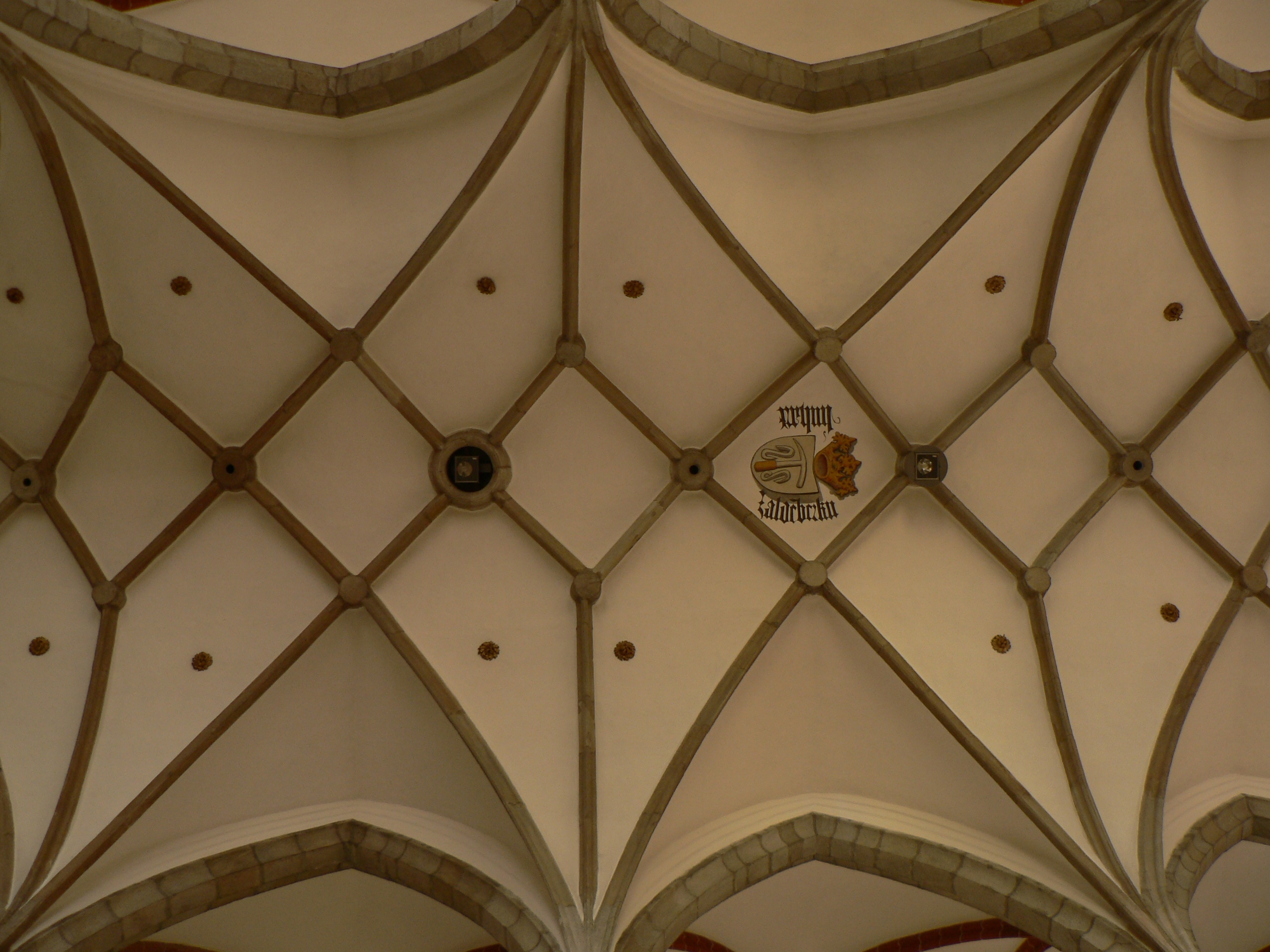
Kirchengewölbe nach dem Vorbild im Veitsdom und mit der Inschrift des Linhart von Aldenberg im Wappenstein

Die Kirche St. Veit ist eine dreischiffige Hallenkirche. Die Inschrift am Wappen im Gewölbe des Hauptschiffes erinnert an Baumeister Linhart von Aldenberg. An das fünfeckige Presbyterium sind auf beiden Seiten zwei rechteckige Sakristeien angebaut. An der nördlichen Seite befinden sich die Vorhalle, die Kapelle der Auferstehung und die Kapelle des Hl. Johann Nepomuk.
An die westliche Giebelseite der Kirche schließt der achteckige Turm an, der im Erdgeschoss mit romanischen Prismenfenstern versehen ist. Das letzte Geschoss des Turms ist neugotisch und stammt aus den Jahren 1893–1894. Dabei wurde die barocke Zwiebelhaube des Turms durch ein spitzes Dach ersetzt.

### Ausstattung

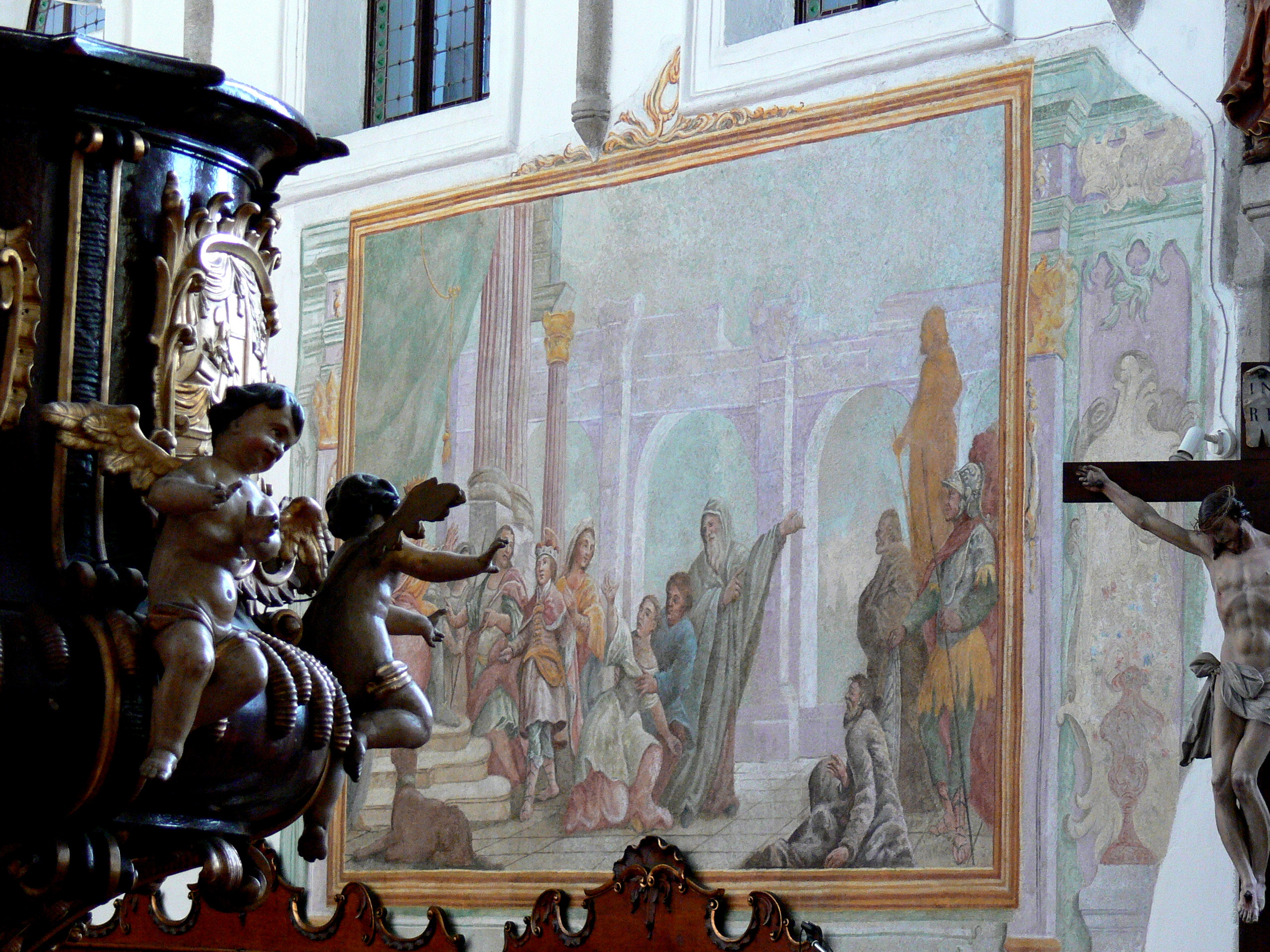
Fresko (1781) von Jan Vaclav Tschöpper

Der 1673–1683 errichtete Hauptaltar stammt von Johann Worath und wurde nach dessen Tod von A. Freitag und M. Hübel fertiggestellt. 1725–1726 wurden Teile der Kirche barockisiert. Das große Fresko mit der Darstellung einer Szene aus dem Leben des heiligen Veit schuf 1781 Jan Vaclav Tschöpper, der im selben Jahr auch die Kapelle des Heiligen Wolfgang im Minoritenkloster Krumau ausmalte. Die neugotischen Seitenaltäre stammen aus dem ausgehenden 19. Jahrhundert.
Kuriose Streitigkeiten entfachte das nach dem Tod des Wilhelm von Rosenberg im Jahr 1592 mitten im Presbyterium aufgestellte Rosenberger Mausoleum, das die  Gottesdienste behinderte. Der am Hauptaltar platzierte Rosenberger Reiter wurde bereits 1621 entfernt, die endgültige Beseitigung des Mausoleums erfolgte erst 1783 im Zuge der Josephinischen Reformen.
Die um 1390 geschaffene Krumauer Madonna, die 1913 von Krumau ins Kunsthistorische Museum in Wien kam, dürfte sich jahrhundertelang aber nicht in der Kirche St. Veit, sondern im Kloster Zlatá Koruna befunden haben.

### Kapellen
Die gotische Kapelle der Auferstehung wurde im 15. Jahrhundert errichtet. In ihr wurden die Krumauer Erzdechanten bestattet.
Die Kapelle des Heiligen Johannes Nepomuk wurde vom Ehepaar Adam Franz zu Schwarzenberg und Eleonore von Schwarzenberg aus Dank für die Geburt ihres Sohnes Joseph gestiftet und 1725 errichtet. In einer Nische dieser Kapelle sind die Herzen des Gründerpaares und einiger weiterer Schwarzenberger bestattet. Im Eingangsbereich der Kapelle befinden sich zwei große Grabplatten aus rotem Marmor, die vom ehemaligen Rosenberger Mausoleum im Altarraum stammen.